# Ratiboř (Boemia meridionale)
Ratiboř (in tedesco Rothwurst) è un comune della Repubblica Ceca facente parte del distretto di Jindřichův Hradec, in Boemia Meridionale.